# Zdeněk ze Šternberka na Lukově
Zdeněk ze Šternberka na Lukově byl šlechtic, který pocházel z moravské větve rodu Šternberků.

## Život
Jeho otcem byl pan Matouš ze Šternberka. Zdeněk měl bratry Albrechta, který zemřel mlád, a Ješka, se kterým sdílel svůj osud. 
První písemná zmínka pochází z roku 1368. Oba bratři (Zdeněk a Ješek) společně spravovali otcovské majetky. V roce 1373 uzavřeli dohodu o vzájemném spolku na všechen majetek, aby ten zůstal v budoucnu majetkem rodu. Zároveň došlo k rozdělení majetku, aby si každý mohl hospodařit na svém. Zdeněk tedy držel polovinu hradu Lukova a polovinu panství Holešova a něco z roztroušených statků na Kojetínsku a Zdounecku. I když došlo mezi bratry k rozporům, ty byly vždy smírně vyřešeny. V roce 1397 zdědili po svém příbuzném Petru ze Šternberka panství Količín a o rok později zdědili po Smilovi ze Šternberka a Zábřehu hrad a panství Hoštejn. Zdeněk se snažil svůj majetek rozšiřovat a přikupoval další vesnice. Díky dobrým vztahům s markrabětem Joštem se mu podařil získat Zlín, Čejkovice a Šilperk (které již dříve byly v držení rodu Šternberků). Hospodářským střediskem Zdeňkova dílu na lukovském panství se stal Fryšták.
Sídlem šternberských bratří byl hrad Lukov, který byl stavebně upravován a skládal se tak ze dvou hradních paláců (pro každou rodinu jeden). Jeho součástí byla i kaple. Roku 1382 udělil olomoucký biskup Zdeňkovi povolení, aby tehdy v čase moru mohli hradní kaplani uchovávat v kapli svátosti.
Zdeněk měl za manželku Kunku z Kunštátu, dceru Smila z Kunštátu. S ní měl toto potomstvo:
- Albrecht ze Šternberka a Lukova - jediný dědic
- Ješek - jediná písemná zmínka roku 1398 - zemřel mlád
- Markéta - manžel Hanuš z Lipé a Templštejna

Zdeněk zemřel roku 1405.